# Chulabhorn
Chulabhorn (em tailandês: อำเภอจุฬาภรณ์) é um distrito da província de Nakhon Si Thammarat, no sul da Tailândia. É um dos 23 distritos que compõem a província. Sua população, de acordo com dados de 2012, era de 31 151 habitantes, e sua área territorial é de 192,505 km².
O distrito foi criado em 7 de março de 1994, tendo recebido este nome em homenagem à Sua Alteza Real Princesa Chulabhorn Walailak, filha mais nova do rei Bhumibol Adulyadej, em seu 36º aniversário.